# پارک کیونگ هه
پارک کیونگ هه (کره‌ای: 박경혜؛ زادهٔ ۵ ژانویه ۱۹۹۳) بازیگر اهل کره جنوبی است. او حرفهٔ بازیگری خود را در سال ۲۰۱۱ آغاز کرد و از آن زمان در فیلم‌ها و مجموعه‌های تلویزیونی حضور پیدا کرده‌است. او به خاطر ایفای نقش مکمل در گابلین (۲۰۱۶)، نوازش قلبت (۲۰۱۹)، خانم لی (۲۰۱۹) و هم‌اتاقی من یک گومیهو است (۲۰۲۱) شناخته می‌شود. او همچنین در فیلم‌هایی همچون رفیق درون من (۲۰۱۹)، فرار از موگادیشو (۲۰۲۱) و حد (۲۰۲۲) حضور پیدا کرده‌است.

## فیلم‌شناسی

### مجموعه تلویزیونی
| Year    | عنوان                                         | نقش            | توضیحات       | منابع  |
| ------- | --------------------------------------------- | -------------- | ------------- | ------ |
| ۲۰۱۴    | بانوی مجرد حیله‌گر                             |                |               | [ ۴ ]  |
| ۲۰۱۴    | درامای ویژه کی‌بی‌اس – «تو زیبایی، اوه مان بوک» |                | فصل ۵، قسمت ۴ | [ ۴ ]  |
| ۲۰۱۴    | خاطرات نگهبان شب                              |                |               | [ ۴ ]  |
| ۲۰۱۶    | خورشید در آسمان                               | گو سونگ-ران    |               | [ ۴ ]  |
| ۲۰۱۶    | صدای قلب تو                                   | دوست ئه-بونگ ۱ |               | [ ۴ ]  |
| ۲۰۱۶    | درامای ویژه کی‌بی‌اس – «Disqualify Laughter»    |                | فصل ۷، قسمت ۸ | [ ۴ ]  |
| ۲۰۱۶    | گابلین                                        | روح باکره      |               | [ ۴ ]  |
| ۲۰۱۷    | تحریف                                         | سو نا-ره       |               | [ ۵ ]  |
| ۲۰۱۷–۱۸ | شعبده‌بازان                                    | گو که-یونگ     |               | [ ۴ ]  |
| ۲۰۱۸    | جراحان قلب                                    | لی سون-یونگ    |               | [ ۶ ]  |
| ۲۰۱۸    | حالا با عشق تمیز کن                           |                | حضور ویژه     | [ ۷ ]  |
| ۲۰۱۸    | قهرمان عجیب من                                | جانگ جی-هیون   |               | [ ۸ ]  |
| ۲۰۱۹    | نوازش قلبت                                    | دان مون-هی     |               | [ ۹ ]  |
| ۲۰۱۹    | همشهریان من                                   | یانگ می-جین    |               | [ ۷ ]  |
| ۲۰۱۹    | خانم لی                                       | کیم ها-نا      |               | [ ۷ ]  |
| ۲۰۲۱    | هم‌اتاقی من یک گومیهو است                      | چوی سو-کیونگ   |               | [ ۱۰ ] |
| ۲۰۲۲    | عشق قراردادی                                  | کیم یو-می      |               | [ ۱۱ ] |